# 廖奕安
廖奕安（2003年6月30日—）為台灣的棒球選手之一，畢業於臺北市立長安國民中學以及新竹市立成德高級中學，2018年入選U-15世界盃棒球賽中華台北隊，目前效力於中華職棒台鋼雄鷹。

## 外部連結
- 廖奕安在台灣棒球維基館上的頁面（繁體中文）
- 廖奕安在中華職棒官網